# Município de German (condado de Montgomery, Ohio)
Localização do Ohio nos E.U.A.
O município de German (em inglês: German Township) é um município localizado no condado de Montgomery no estado estadounidense de Ohio. No ano de 2010 tinha uma população de 8.429 habitantes e uma densidade populacional de 85,68 pessoas por km².

## Geografia
O município de German encontra-se localizado nas coordenadas 39° 37′ 26″ N, 84° 24′ 12″ O. Segundo a Departamento do Censo dos Estados Unidos, o município tem uma superfície total de 98.37 km², da qual 98.37 km² correspondem a terra firme e (0%) 0 km² é água.

## Demografia
Segundo o censo de 2010, tinha 8429 pessoas residindo no município de German. A densidade populacional era de 85,68 hab./km².